# NGC 1040
NGC 1040 est une galaxie lenticulaire située dans la constellation de Persée. NGC 1040 a été découverte par l'astronome français Édouard Stephan en 1871. Cette galaxie a aussi été observée par l'astronome américain Lewis Swift le 21 octobre 1886 et elle a été ajoutée au catalogue NGC sous la désignation NGC 1053.

## Caractéristiques
Sa vitesse par rapport au fond diffus cosmologique est de 4 581 ± 19 km/s, ce qui correspond à une distance de Hubble de 65,6 ± 4,7 Mpc (∼214 millions d'al).